# Гресівський
Гре́сівський (крим. Ğresivskıy, розмовне Грес) — селище в Україні, у складі Сімферопольського району Автономної Республіки Крим.
Розташоване в центральній частині райну, на річці Салгир, за 9 км від Сімферополя (автошлях Н05).
Поблизу селища розташована залізнична станція Сімферополь-Вантажний. Селище Гресівський окрім залізниці, пов'язане з Сімферополем тролейбусною лінією і маршрутними таксі.

## Назва
Назва походить від Сімферопольської ТЕЦ — основного підприємства селища. На час заснування поселення підприємство мало назву «Сімферопольська ДРЕС», де ДРЕС означає Державна Районна Електростанція (так за радянських часів називали конденсаційні електростанції та електроцентралі). Назва походить від російського вигляду цієї абревіатури (ГРЭС, від рос. Государственная Районная Электростанция).

## Опис
Теплоелектроцентраль забезпечує 40 % від загальноміської потреби в тепловій енергії, у тому числі селища Гресівське, Комсомольське, Аерофлотське та частково Молодіжне. Також Сімферопольська ТЕЦ служить головним резервно-аварійним джерелом електроенергії на півострові. Її електрична потужність — 100 МВт, теплова потужність — 490,1 Гкал.
Окрім неї, на території селища розташовані МО-122, МК-63, завод залізобетонних конструкцій, ОАТП «Кримзалізобетон», ОАТП «Кримбудтранссервіс», 59 житлових будинків, працюють 20 стаціонарних магазинів, 1 мікроринок, 4 перукарень, 3 майстерні з ремонту взуття, телеательє, 2 годинні майстерні, ательє з ремонту одягу, ветлікарня, поштове відділення зв'язку, 3 філії банків, 4 аптеки, відділення соціально-побутової реабілітації пенсіонерів, станція швидкої допомоги, селищне відділення міліції, кладовище.
Є 4 дитячі садка, загальноосвітня школа № 34, поліклініка, кінотеатр «Іскра», 2 бібліотеки, спорткомплекс, тенісні корти, церква (УПЦ МП). Відома за межами селища хорова капела «Шкільні роки».
Центральна магістраль — вулиця Яблочкова.
Є набережна річки Салгир та відстійник промислових стоків ТЕЦ на східній околиці селища.
День селища рішенням селищної ради відзначається в останню неділю вересня.

## Історія
Селище засноване 1956 року з моменту будівництва і пуску в експлуатацію Сімферопольської ТЕЦ, вона й дотепер є основним підприємством селища.
В цьому районі розташовувалося село Кара-Кият (крим. Qara Qıyat, з 1948 року — Замостя), а на місці майбутнього селища було радгоспне поле. Пізніше Кара-Кият увійшло до складу селища.
На заклик Компартії України «Вперед, на будівництво ТЕЦ» у 1955 році відгукнулося багато молоді, фахівців-енергетиків, будівельників, монтажників. Стали приїжджати на пустельні землі люди, облаштовувалися в бараках та розпочали будівництво.
Збудували перші 2-х поверхові сімейні гуртожитки № 4, 5, 10, 11, призначені для будівельних кадрів з усіма службами в них (магазин, пошта, медпункт).
Здали в експлуатацію чотири 3-х поверхові будинки по вул. Кржижанівського. Пуск станції у роботу було здійснено 30 грудня 1958 року.
1959 року заселилися мешканцями ще 2 будинки. З'явилися магазини, ринок. Школу збудували у 1958 році, але цілих 2 роки в ній розміщували будівельників, а навчальний рік розпочався лише у 1960 році.
До 1960 року відкрилася 5-та міська поліклініка. У цей же час здали в експлуатацію для дошкільнят дитячий садок № 45.
З 1962 року — селище.
У 1964 році було збудовано кінотеатр «Іскра», а 1965 року відкрилася бібліотека для дорослих, у цьому приміщенні було відкрито дитячий відділ.
1976 року бібліотека для дорослих переселилася до нового приміщення площею 288 кв.м. Дитяча бібліотека стала самостійною як філія ЦБС для дітей у 1978 році.
Ще в жовтні 1981 року ДРЕС офіційно перейменували на Сімферопольську ТЕЦ (теплову електроцентраль).

## Населення
За даними перепису населення 2001 року, у селищі мешкало 10101 осіб. Мовний склад населення села був таким:
| Мова              | Число ос. | Відсоток |
| ----------------- | --------- | -------- |
| українська        | 1051      | 10,4     |
| російська         | 8909      | 88,22    |
| кримськотатарська | 45        | 0,45     |
| білоруська        | 12        | 0,12     |
| молдавська        | 5         | 0,05     |
| вірменська        | 5         | 0,05     |
| болгарська        | 3         | 0,03     |
| німецька          | 2         | 0,02     |
| польська          | 2         | 0,02     |
| єврейська         | 1         | 0,01     |